# Vektra Aviation
Vektra Aviation je černohorská VIP a charterová letecká společnost se sídlem na mezinárodním letišti Golubovci v Podgorice.

## Historie
Letecká společnost byla založena v roce 2006 a dnes poskytuje širokou škálu charterových leteckých linek v Evropě a Asii. Společnost vlastní jeden hangár na podgorickém letišti, jejími majiteli a výkonnými řediteli jsou Bojan Brković a jeho syn Dragan Brković.

## Flotila
- jeden slouží jako vládní letoun

## Destinace
Vektra Aviation provozuje pravidelné charterové linky do následujících destinací:
- Z Podgorice: Bengalúru, Béziers, Bratislava, Brindisi, Brno-Tuřany, Châteauroux-Centre, Filton, Iraklio-Nikos Kazantzakis, Kalamata, Londýn-Gatwick, Moskva-Domodědovo, Paříž-CDG, Petrohrad-Pulkovo, Port Blair, Tivat, Varna.

Společnost v rámci nepravidelných charterových a VIP letů obsluhuje dalších bezmála 20 letišť.